# جعفر خان
جعفر خان (انگلیسی: Jaffar Khan؛ زادهٔ ۱۰ مارس ۱۹۸۱) بازیکن سابق و مربی فوتبال اهل پاکستان است.
وی همچنین در تیم‌های ملی فوتبال زیر ۲۳ سال پاکستان و پاکستان بازی کرده است.